# Eben-Haëzerkerk (Hardinxveld-Giessendam)
De Eben-Haëzerkerk is een kerkgebouw van de Gereformeerde Gemeenten aan de Buitendams 118 in Hardinxveld-Giessendam. De kerk is in 1984 gebouwd. De bakstenen zaalkerk heeft 1.250 zitplaatsen.

## Kerkgebouw
De kerk is in 1984 gebouwd met 557 zitplaatsen. Wegens een groeiend ledental is de kerk in 1994 en 1995 uitgebreid naar 912 zitplaatsen. In 2000 is het gebouw verder uitgebreid naar 1200 zitplaatsen. Vanwege aanhoudende groei is een nieuwe gemeente gesticht in Sliedrecht. Deze gemeente heeft in 2011 een nieuw kerkgebouw gebouwd langs de A15.

## Orgel
Het orgel is ouder dan de kerk. Het is gebouwd in 1930 en is afkomstig uit de Hervormde kerk van Hengelo. Het rein-pneumatische instrument, gebouwd door de firma Valckx & Van Kouteren, werd door de firma Scheuerman & Zoon in 1985 in de Eben-Haëzerkerk geplaatst.

## Dispositie orgel
- Hoofdwerk: Prestant 16', Prestant 8', Roerfluit 8', Salicional 8', Gemshoorn 8', Octaaf 4', Fluit 4', Octaaf 2', Mixtuur 3 St., Sesquialter 2 st.. Trompet 8', I + II, I +I4',I+II 16',I +II 4'.
- Zwelwerk: Bourdon 16', Viool Prestant 8', Concertfluit 8', Viola di gamba 8', Aeoline 8', Holpijp 8', Open fluit 4', Nasard 2 2/3, Woudfluit 2', Terts 1 3/5, Basson-Hobo 8', I +II 4 ' , Tremulant.
- Pedaal: Subbas 16', Octaafbas 8', Gedektbas 8', Koraalbas 4', Trombone 16', Pedaal + I, Pedaal + II, Pedaal Super.

## Kerkdiensten
De Gereformeerde Gemeente te Hardinxveld-Giessendam is opgericht in 1909. De diensten staan in de bevindelijk Gereformeerde traditie, waarbij de verkondiging van het Woord centraal staat. De gemeente zingt de psalmen in de berijming uit 1773.